# Flatpak
Flatpak (früher xdg-app) ist eine Software zur Softwareverteilung und Virtualisierung von Desktop-Anwendungen auf Linux-Betriebssystemen. Es bietet eine abgeschottete Umgebung, in der Anwendungen vom übrigen System isoliert ausgeführt werden können – sei es durch Anwender oder Entwickler. Flathub dient dabei als zentrales Projekt für die Erstellung und Verbreitung von Software, die Flatpak nutzt.

## Geschichte
Die Idee, Anwendungscontainer im Gnome-Umfeld zu verwenden, wurde erstmals 2013 von Lennart Poettering vorgeschlagen. Im Jahr 2014 veröffentlichte er dazu einen ausführlichen Artikel. Flatpak wurde im Rahmen des freedesktop.org-Projekts entwickelt, das zuvor als X Desktop Group (XDG) bekannt war, und erhielt zunächst den Namen xdg-app. Flatpak stellt eine Alternative zur von Canonical entwickelten Paketverwaltung Snappy dar, ist jedoch im Gegensatz zu dieser vorwiegend auf grafische Benutzeroberflächen ausgerichtet. Der schwedische Entwickler Alexander Larsson wählte den Namen Flatpak in Anlehnung an die flachen Pakete, in denen IKEA seine Möbel verpackt.

## Konzept
Flatpaks Runtime stellt dabei die Basis einer Umgebung und alle deren Abhängigkeiten bzw. Bibliotheken (z. B. Glibc) bereit, die von den Applikationen verwendet werden. Sollte eine Applikation Abhängigkeiten benötigen, die nicht Teil der Runtime sind, dann sind diese im Flatpak-Paket enthalten. Es können z. B. Bibliotheken hinzufügt werden, die nicht Teil der Linux-Distribution oder der Runtime sind, eine andere Version haben als die in der Linux-Distribution oder Runtime enthaltene oder eine gepatchte Version einer oder mehrerer Bibliotheken. Durch dieses zwangsweise doppelte oder mehrfache Vorhandensein bestimmter Pakete erhöht sich der Speicherplatzbedarf im Vergleich zu traditionellen Paketquellen jedoch deutlich.
Anwendungen, die mit Flatpak ausgeführt werden, brauchen für den Zugriff auf fremde Dateien außerhalb der Sandbox oder auf die Hardware die Erlaubnis des Benutzers.

## Kritik
Die Sicherheit der Sandbox, insbesondere der Berechtigung, wurde kritisiert. Zum Zeitpunkt der Veröffentlichung traf die Kritik bis auf wenige Ausnahmen nicht mehr zu. Nicht von der Hand zu weisen sei jedoch das Problem der unzureichenden Deduplizierung, da Bibliotheken innerhalb unterschiedlicher Flatpaks mehrfach ausgeliefert werden, was mehr Festplattenplatz benötige und den Wartungsaufwand erhöhe.